# Henry Palmé
Henry Palmé, född 4 september 1907 i Flädie, död 2 juni 1987 i Enskede, var en svensk friidrottare (långdistanslöpare). Han tävlade för Fredrikshofs IF och vann SM-guld i maratonlöpning åren 1934 till 1942 samt 1944. Vid OS i Berlin 1936 kom han på trettonde plats i maraton.